# Per-Åke Björklund
Per-Åke Björklund, född 7 oktober 1913 i Malmö, död där 3 maj 1999, var en svensk väg- och vattenbyggnadsingenjör.
Björklund, som var son till ingenjör Nils Harald Björklund och Molly Lindh, utexaminerades från Chalmers tekniska högskola 1940. Han blev biträdande ingenjör vid hamnstyrelsen i Göteborgs stad 1941, byråingenjör vid hamnförvaltningen i Malmö stad 1943, arbetschef på gatukontoret 1947, nybyggnadschef vid vatten- och avloppsverken 1957 och var överingenjör vid byggnads- och underhållsavdelningen på Malmö stads gatukontor från 1962. Han var chef för byggandet av Inre Ringvägen i Malmö. Han var ledamot av Hermods examinationsnämnd för fackingenjörsutbildning och utgav en lärobok i projektionslära för Hermods. Han var verksam som amatörastronom, under många år ordförande i Astronomiska Sällskapet Tycho Brahe och initiativtagare till Tycho Brahe-observatoriet i Oxie. Per-Åke Björklund är begravd på Sankt Pauli mellersta kyrkogård i Malmö.